# جارنيل ستوكس
جارنيل ستوكس (بالإنجليزية: Jarnell Stokes)‏ مواليد 07 يناير 1994، هو لاعب كرة سلة أمريكي ويحمل الرقم 32. يبلغ طوله 6 قدم 9 بوصة (2.1 م).

## فرق لعب لها
- ميمفيس غريزليس

## روابط خارجية
- جارنيل ستوكس على موقع الاتحاد الدولي لكرة السلة (الإنجليزية)
- جارنيل ستوكس على موقع إن بي أي (الإنجليزية)
- جارنيل ستوكس على موقع سبورتس رفرنس (الإنجليزية)
- جارنيل ستوكس على موقع كرة السلة الأوروبية.كوم (الإنجليزية)
- جارنيل ستوكس على موقع إي إس بي إن.كوم (الإنجليزية)
- جارنيل ستوكس على موقع كلية كرة السلة في سبورتس رفرنس.كوم (الإنجليزية)
- جارنيل ستوكس على موقع ريلجم (الإنجليزية)
- جارنيل ستوكس على موقع بروبوليرز (الإنجليزية)
- جارنيل ستوكس على موقع سبورتس رفرنس (الإنجليزية)
- جارنيل ستوكس على موقع سبورتس رفرنس (الإنجليزية)